# Дыли садо
«Дыли садо» (в оригинале тал. Dyli sado, перевод «Голос сердца») — роман талышской писательницы Айтен Эйвазон, написанный в 2015 году на талышском языке. Произведение повествует об исторических событиях, происходящих в Талышистане в конце XIX века, а колорит времени автор передает через своих главных героев, среди которых, на общем фоне особо выделяется молодая любящая пара, судьба которых и является изюминкой произведения. В романе описаны талышские традиции, образ жизни, бытовые и межличностные отношения. 
Редактором книги выступил Алимардан Шукурзода, а издана при финансовой поддержке талышского поэта Вугара Мирзазода. 
18 марта 2015 года в Международном Пресс-Центре онлайн-информагентством “Etnoqlobus” при содействии инициативной группы «Толыши Әдәбијјоти Бынывыштон» («Писатели талышской литературы») была проведена презентация романа. 
Автор романа высказалась таким образом о проделанной работе: 
Дыли садо — моя первая книга. Я начала эту книгу в 2013 году. Это было очень сложно, работа охватывала конец XIX века, для чего необходимо было иметь глубокие познания в истории, этнографии и традициях. Я долгое время анализировала исторические факты талышской земли в XIX веке, собирала материалы по этнографии талышей, а также исследовала образцы фольклора. Этот роман не только о возрождении истории, главная идея здесь - любовь. Помимо основной идеи работы, я проявила любовь к своему народу. Здесь я попыталась возродить талышский образ жизни XIX века. Словом, в этой работе я затронула все вопросы своего времени.
Немаловажным является и то, что роман написан на талышском, с целью развития языка, для его живучести и установления литературной традиции. Интересным для читателя будет то, что диалоги в романе отражают ленкоранский и лерикский говоры талышского языка.
В 2019 году в свет вышла аудиокнига по роману, в озвучке приняли участие различные талышские деятели, поэты, писатели, журналисты.